# Цаконська мова
Цаконська мова або цаконський діалект — діалект новогрецької або окрема мова, якою говорять у Цаконії, Пелопоннес, Греція. Мова названа на честь її носіїв, цаконців, які є нащадками лакедемонян — хоча цаконці традиційно не використовують цей етнонім. Вважається, що екзо-лакедемоняни і цаконці взаємно змішалися.

## Класифікація
Цаконська є різновидом грецької. Але вона не є взаємно зрозумілою зі стандартною грецькою, і тому іноді розглядається як окрема мова, хоча історично вона походить від грецьких діалектів дорійської.

## Географічне розповсюдження

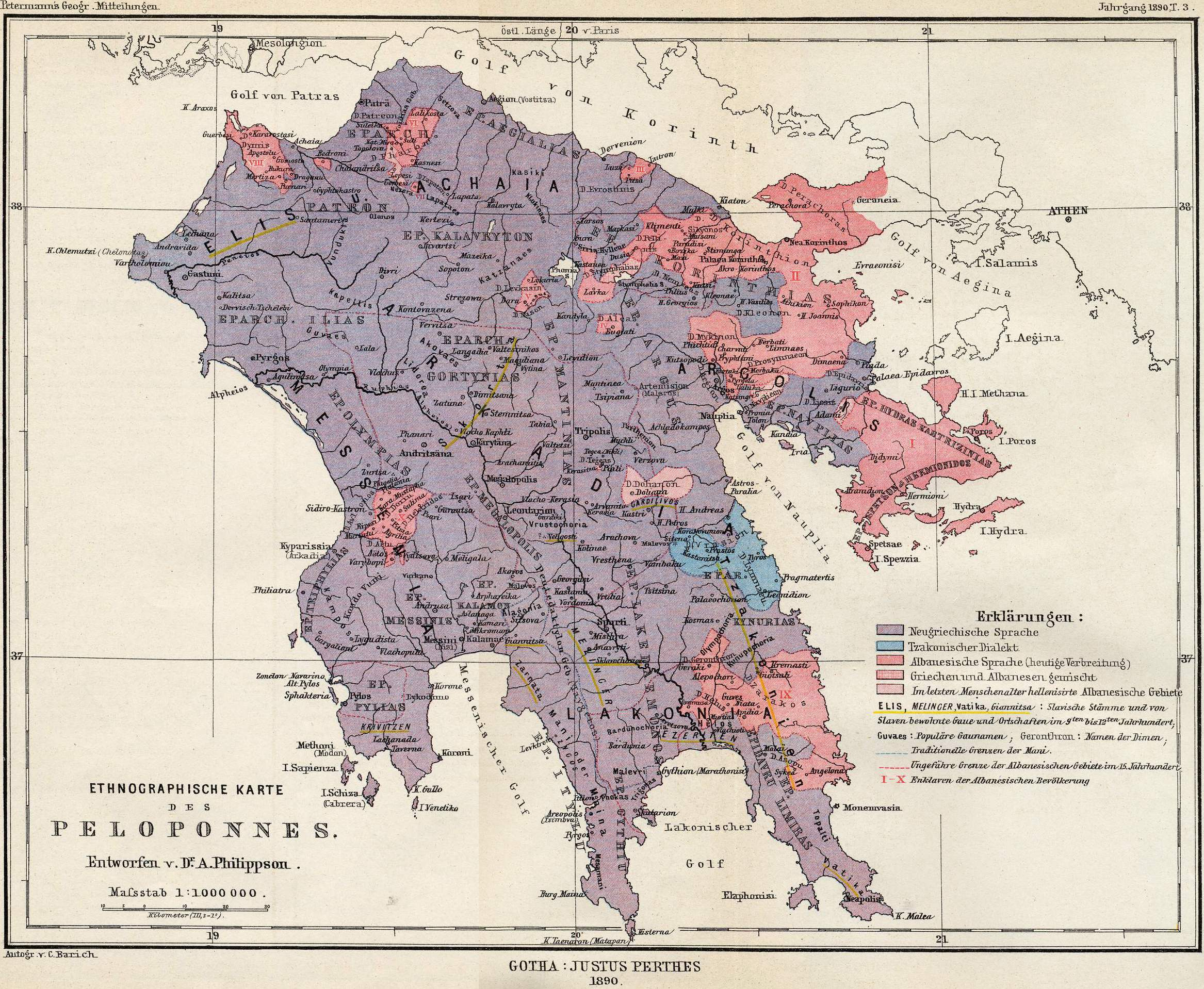
Стародавня мапа Пелепоннесу. Цакономовний регіон позначено синім.

Цаконці наразі мешкають в гірських містах і селах трохи вглиб суходолу від Агорлицької затоки, хоча раніше ареал мовців розповсюджувався далі на південь і захід, а також на берегах Лаконії (стародавня Спарта). Також раніше існували цаконські колонії на берегах Мармурового моря (два села поблизу Гьонен, Ватіка й Гавоуці), ймовірно, починаючи з XVIII століття, мешканці яких були переселені до Греції у 1924 році, по обміну населенням. Останній мовець цаконців з Мармурового моря, судячи з усього, помер близько 1970 року.

## Офіційний статус
Цаконська мова не має офіційного статусу. Молитви та літургії грецької православної церкви були перекладені цаконською, але древнє койне традиційного богослужіння зазвичай використовується як і в інших місцях в Греції. Деякі навчальні матеріали цаконською для використання в місцевих школах, також було впроваджено

## Діалекти
Вчені поділяють цаконську на три діалекти, північно-цаконський, південно-цаконський і цаконський діалект Мармурового моря.